# جوزيف بي. لامبرت
جوزيف بي. لامبرت (بالإنجليزية: Joseph B. Lambert)‏ هو كيميائي أمريكي، ولد في 1940.